# Klotok
Un klotok es un barco fluvial tradicional que se utiliza para navegar por las aguas de Indonesia . Equipados con motores intraborda o fueraborda, los klotoks se utilizan principalmente para cabotaje río arriba, transporte de personas y mercancías. Los klotoks se encuentran en mercados flotantes, parques nacionales y zonas de pesca. Dependiendo de su función o de cómo estén equipados, pueden recibir varios nombres.

## Etimología
El nombre del barco hace referencia al ruido que hace, “klok tok tok tok”

## Diseño
El klotok es un barco fluvial de madera con poco calado. Su tamaño varía algo según el uso. Los tamaños comunes son 12 m (39,4 pies) por 2,5 m (8,2 pies), como para un banquillo, u 8 m (26,2 pies) por 10 m (32,8 pies) para un pequeño barco comercial. Puede ser incluso más grande, como un 55 pies (16,8 m) casa flotante. Los klotok suelen tener un techo, que forma una cubierta superior para los turistas. Los barcos pueden estar equipados con motores intraborda. Los klotoks tienen diferentes niveles de alojamiento, algunos barcos turísticos pueden proporcionar a los pasajeros alojamiento durante la noche con instalaciones para dormir y usar el baño

## Usos
Los mercados flotantes, que existen desde hace más de 400 años, utilizan klotoks para el comercio, incluida la compra y venta de productos agrícolas y artesanales que se traen del interior de Indonesia a las áreas costeras.
Los klotoks son una forma popular de transporte para el turismo. Las estancias para visitar parques de vida silvestre, como el Parque Nacional Tanjing Puting, permiten observar la vida silvestre a lo largo de un canal, en particular los orangutanes, que se encuentran en grandes cantidades en este parque, además de macacos, narigudos, gibones y monos. Dicho viaje es una experiencia única, ya que los navegantes de klotok también son buenos guías de vida silvestre dentro de los parques. La demanda de estos klotoks alcanza su punto máximo de demanda en julio y agosto.
Se han desarrollado modelos altamente sofisticados del klotok para que los utilicen los pescadores que los compran a pesar de que su uso es costoso. El equipo moderno instalado para algunos klotoks incluye redes de cerco, motores intraborda, lámparas halógenas, nevera portátil y radio. Algunos klotoks también se utilizan para la pesca con caña. Sin embargo, para la pesca con cerco, el klotok está equipado con un eje de transmisión convertido. Cuando están equipados con el equipo de pesca adicional, los klotoks pueden conocerse como "mini-arrastres". Cuando está equipado con un motor fuera de borda (comnjarmasin), comúnmente visto en Banjarmasin en Kalimantan y Jambi en Sumatra, se llaman taxis acuáticos.
Otros ejemplos de uso comercial para el transporte y la distribución incluyen el ratán almacenado en cobertizos especialmente construidos en muelles fluviales que dependen de grandes klotoks para transportar las palmas a la ciudad portuaria maderera de Sampit.